# Церква Успіння Пресвятої Діви Марії (Журавеньки)
Церква Успіння Пресвятої Діви Марі — греко-католицька церква у селі Журавеньки Рогатинського району Івано-Франківської області, пам'ятка архітектури місцевого значення № 871.

## Історія
Перша згадка про церкву походить з покрайного[якого?] запису на «Апостолі» львівського друку 1696 року. Отже 1699 року церква вже існувала. Згадується вона і у списку львівського єпископа Онуфрія Шумлянського за 1701 рік серед парохій Львівської єпархії, які прийняли унію. 1826 року замість старої збудовано нову дерев'яну церкву. При ній 1832 року майстер Петро Ільків звів нову дерев'яну дзвіницю.
1899 року майстрами Танчином і Салієм зведена нова дерев'яна церква. 1900 року її вівтар розмалював маляр Скочдополь зі Станіславова. Ремонтована 1922 року після воєнних знищень. Зачинена у 1965-1990-х роках. У 1983—1990 роках в ній розміщувався місцевий краєзнавчий музей. При відновленні церкви на початку 1990-х років громада розділилась, внаслідок чого православна громада УПЦ КП звела у 1996—2000 роках нову муровану церкву. Дерев'яна церква в користуванні громади УГКЦ.

## Опис
Церква розташована на невисокому підвищенні при сільській дорозі, в центрі села. Дерев'яна, хрещата, однобанна будівля, що має прямокутний бабинець із заходу, укорочені бічні рамена з півдня і півночі та гранчастий вівтар з двома захристіями зі сходу, які прилягають до квадратової нави. Над навою на великому світловому восьмерику здіймається наметова баня, увінчана сліпим ліхтарем з маківкою. Бічні рамена вкриті причілковими дахами, вівтар — п'ятисхилим. Оперізує церкву піддашшя, оперте на профільовані випусти вінців зрубів. Стіни підопасання — відкритий зруб, надопасання і восьмерика — шальовані вертикально дошками і лиштвами. Завершує стіни надопасання розвинений профільований гзимс. Віконні прорізи мають півциркульне завершення. В інтер'єрі рамена просторового хреста об'єднані з навою великими лучковими арками. У всіх раменах дзеркальні стелі. Вузькі хори розташовані в бабинці. Намісний ряд іконостаса новий, з 1992—1993 рр., пензля Василя Музики. Збереглися три верхні ряди іконостаса 1836 р., розташовані над прямокутним прорізом, що об'єднує наву і вівтар. Стінопис, по дерево волоконних плитах, якими оббиті всі стіни, виконав син Василя Музики Андрій у 1998—1999 рр.
На південний схід від церкви, на краю схилу, при дорозі розташована двоярусна, стовпова, квадратова в плані дзвіниця. Нижній ярус її відкритий, лише зі сторони дороги має заповнення з дощок, з дверним прорізом. Перший ярус відділяє від другого широке піддашшя, оперте на приставлені кронштейни. У другому, шальованому дошками, ярусі, під окапом пірамідального наметового даху, влаштовано голосникова аркада.